# Ґаєво (Ґолюбсько-Добжинський повіт)
Ґаєво (пол. Gajewo, нім. Geien) — село в Польщі, у гміні Ґолюб-Добжинь Ґолюбсько-Добжинського повіту Куявсько-Поморського воєводства.
Населення — 251 особа (2011).
У 1975-1998 роках село належало до Торунського воєводства.

## Демографія
Демографічна структура станом на 31 березня 2011 року:
|          | Загалом | Допрацездатний вік | Працездатний вік | Постпрацездатний вік |
| -------- | ------- | ------------------ | ---------------- | -------------------- |
| Чоловіки | 124     | 31                 | 85               | 8                    |
| Жінки    | 127     | 33                 | 70               | 24                   |
| Разом    | 251     | 64                 | 155              | 32                   |